# Blue Blot
Blue Blot was een Belgische bluesgroep die in 1986 werd opgericht door Luke Walter jr. Hij was tot zijn overlijden in 1996 ook de frontman van de groep.

## Historie
Blue Blot debuteerde in 1987 met het album Shopping For Love dat op kleine schaal verspreid werd. Daarvoor hadden ze al opgetreden op het Belgium Rhythm 'n' Blues Festival in Peer. De doorbraak naar een groter publiek kwam met de tweede plaat; Bridge To Your Heart uit 1991. Naast het titelnummer werden ook September, Who Is He and What Is He to You (een cover van Bill Withers) en I'll Be Home on Christmas Day (oorspronkelijk van Elvis Presley) uitgebracht op single. De warme, diepe stem van Luke Walter jr. werd vaak vergeleken met die van Tony Joe White, met wie Luke later dan ook meerdere keren samenwerkte. Tony schreef speciaal voor Blue Blot enkele songs.
In 1992 volgde het album Where Do We Go, met daarop onder andere de Toto-cover Hold the Line. Een jaar later vernam Walter dat hij aan leukemie leed. Een reeks concerten werd afgelast en Walter verliet de groep. Toen zijn gezondheidstoestand even verbeterd leek, maakte hij de soloplaat Back to Normal. Enkele maanden later overleed hij op 48-jarige leeftijd.
Na de dood van Luke Walker jr heeft de groep nog een concert gegeven in het voorprogramma van BB king in België. De leadzanger was toen Natan Ambach zoon van Paul Ambach. (Boogie Boy)
De groep had intussen met Steve Clisby een nieuwe zanger gevonden, maar dit leidde niet tot nieuwe successen. In 2000 gaven zij nog een concert ter gelegenheid van de release van de CD 'Blue Blot The Best Of Blunk' (BMG/Ariola Belgium). Diezelfde verzamelaar werd in 2008 uitgebracht als 'Blue Blot Hit Collection' (Sony BMG Music Entertainment).

## Leden
- Luke Walter jr. - zang & dwarsfluit (tot 1996)
- Marty Townsend (gitaar)
- Richard 'Ritchie' Severijns (gitaar)
- Lenny Northover (saxofoon)
- Michael Schack (drums)
- Jan Meyers (basgitaar)
- Steve Clisby - zang (vanaf 1996)

Backing vocals (achtergrondzang):
- Anja Baert aka Chelsy
- Catherine Mys
- Cindy Barg
- Mich Van Hautem
- Sabine de Vos (invaller)